# Artéria gastro-omental esquerda
A artéria gastro-omental esquerda (ou gastro-epiplóica esquerda), é o maior ramo da artéria esplénica. Surge perto do hilo do baço e corre anteroinferiormente no ligamento gastroesplénico. Desce depois no peritoneu, na curvatura maior, e anastomosa com a gastroepiploica direita. Dá ramos gástricos para o fundo do estômago através do ligamento gastroesplénico. Ramos epiploicos podem surgir ao longo do seu percurso e descem para o omento maior. 

## Ramos
Na sua trajetória dá:: 
- "Ramos gástricos":  diversos ramos ascendentes para as duas superfícies do estômago;
- "Ramos omentais/epiploicos": descem para vascularizar o omento maior e se anastomosam com ramos da artéria cólica média.

## Imagens adicionais

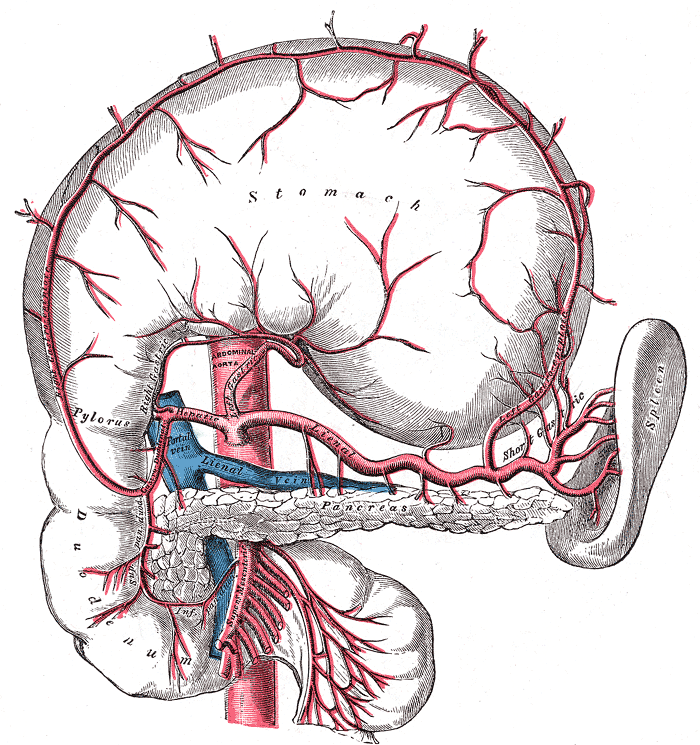
Ramos da artéria celíaca (tronco celíaco).